# Eratosten
Eratosten (grč. Ἐρατοσθένης, Eratosthénēs; Cirena ili Kirena, današnji Shahhat, Libija, oko 276. pr. Kr. – Aleksandrija, 194. pr. Kr.) starogrčki matematičar, geograf, putopisac i astronom (vjerojatno). Studirao u Ateni i Aleksandriji (učenik Kalimahov i Zenonov). Predstojnik knjižnice u Aleksandriji. Napisao mnogobrojne radove iz zemljopisa, astronomije, matematike, filozofije, književnosti i etike. Smatra se ocem zemljopisa. Glavno mu je djelo Geografija (grč. Γεωγραφία, u 3 knjige). Proslavio se mjerenjem opsega Zemlje (252 000 stadija; 1 stadij = 185 m) duž meridijana Asuana (Sijene) – Aleksandrije. Izradio kartu ekumene (naseljena zemlja) sa 7 meridijana i paralela, koja nije sačuvana, postoji samo nekoliko rekonstrukcija. Približno točno odredio nagib ekliptike prema ekvatoru, duljinu dana i trajanje godine. Pronašao postupak za određivanje prostih brojeva ili prim brojeva (Eratostenovo sito).

## Životopis
Rođen je u Cireni ili Kireni (danas Shahhat, Libija), a umro u ptolomejskoj Aleksandriji. Stekao je slavu kao prvi koji je upotrijebio sustav širina i dužina, te prvi koji je izračunao Zemljinu veličinu.
Eratosten se obrazovao u Aleksandriji i nekoliko godina u Ateni. Ptolemej III. Euerget imenovao ga je 236. pr. Kr. predstojnikom aleksandrijske knjižnice. Eratosten je dao nekoliko važnijih doprinosa matematici i znanosti. Bio je dobar prijatelj s Arhimedom. Oko 255. pr. Kr. je izumio armilarnu sferu, koja se naširoko koristila sve do pronalaska planetarija u 18. stoljeću.
Oko 240. pr. Kr. Eratosten je izračunao Zemljin opseg koristeći se trigonometrijom i poznavanjem kuta visine Sunca u podne u Aleksandriji i Sieni (danas Asuan, Egipat). Račun je izveo pod pretpostavkom da je Zemlja okrugla i da je Sunce toliko udaljeno da se njegove zrake mogu uzeti kao paralelni pravci.
Oko 200. pr. Kr. Eratosten je skovao riječ geografija, što je označavalo opisno učenje o Zemlji.
Ostali Eratostenovi doprinosi jesu:
- Eratostenovo sito kao način pronalaženja prim-brojeva;
- mjerenje udaljenosti od Sunca do Zemlje, danas nazvana astronomska jedinica (804 000 000 stadija);
- mjerenje udaljenosti do Mjeseca (780 000 stadija);
- mjerenje nagiba ekliptike s pogreškom kuta od 7';
- sastavio je danas izgubljen zvjezdani katalog sa 675 zvijezda;
- karta plovnog puta Nila sve do Khartouma;
- karta cijelog poznatog svijeta, od Britanskih otoka do Cejlona i od Kaspijskog jezera do Etiopije. Jedino su Hiparh, Strabon i Ptolomej uspjeli napraviti pouzdanije karte u klasičnom i postklasičnom svijetu.

Eratosten je poznat pod imenom Beta, jer se navodno dokazao kao drugi u svijetu u mnogim područjima. Bio je na glasu po svojemu bahatom karakteru. Oslijepio je 195. pr. Kr., a godinu kasnije izgladnio se na smrt.

## Kako je Eratosten izmjerio veličinu Zemlje
Eratosten je prvi čovjek koji je izmjerio Zemlju, oko 200. pr. Kr. Krenuo je od činjenice da se u Sijeni (današnji Asuan) 21. lipnja u podne Sunce nalazi točno u zenitu (što se vidjelo po tome što se njegova slika odražavala u vodi dubokih bunara). S druge strane, tog istog dana u Aleksandriji, 5000 stadija sjevernije (1 stadij je približno 150 metara), Sunce je udaljeno od zenita 7,2° (što je Eratosten odredio mjereći duljinu sjene okomitog štapa). Udaljenost od Aleksandrije do Asuana je u današnjoj mjeri 785 kilometara.
Uz razumnu pretpostavku da je udaljenost Sunca mnogo veća od tih 5000 stadija, Sunčeve zrake se mogu smatrati otprilike paralelnima, pa je Eratostenu bilo jasno da je tih 7,2° istovremeno i kut između Sijene i Aleksandrije gledajući iz središta Zemlje, a to onda znači da je opseg Zemlje 360/7,2 = 50 puta veći od udaljenosti između tih gradova i iznosi oko 250 000 stadija. Ovo daje polumjer Zemlje od oko 6 000 kilometara, što je izvanredno dobar rezultat za 2. stoljeće pr. Kr. (točna vrijednost je 6 378 kilometara). Kako je taj rezultat značio da je poznati dio Zemlje mnogo manji od nepoznatog, Eratostenu nisu vjerovali i sljedećih 15 stoljeća ljudi su živjeli u uvjerenju da je Zemlja otprilike tri puta manja nego što jest.

## Nazvano po Eratostenu
- Eratostenovo sito
- Eratostenov krater na Mjesecu
- Eratostenov period u mjesečevoj geološkoj vremenskoj skali.